# HMS Havelock (H88)
Pour les autres navires du même nom, voir HMS Havelock.
Pour les articles homonymes, voir H88.
Le HMS Havelock (H88) était un destroyer de classe H qui avait été commandé à l'origine par la marine brésilienne sous le nom de Jutahy à la fin des années 1930, mais qui a été acheté par la Royal Navy après le début de la Seconde Guerre mondiale en septembre 1939, lancé le 29 septembre 1939, mis en service le	10 février 1940 sous le nom de HMS Havelock.
Il a participé à la campagne de Norvège en mai 1940 et a ensuite été affecté à l'escorte de convois et à des patrouilles anti-sous-marines avec le Western Approaches Command. Le navire est brièvement affecté à la Force H en 1941, mais son armement anti-aérien est jugé trop faible et il retourne au  Western Approaches Command. Le Havelock devient leader de flottille du groupe d'escorte B-5 de la Mid-Ocean Escort Force au début de 1942 et continue d'escorter des convois dans l'Atlantique Nord pendant les deux années suivantes. Le navire est converti en destroyer d'escorte et coule un sous-marin pendant la guerre. Après la fin de la guerre, il escorte les navires transportant le gouvernement norvégien en exil vers la Norvège et sert de navire cible jusqu'à la mi-1946. Le Havelock a été mis au rebut à la fin de 1946.

## Description
Le Havelock déplaçait 1 350 tonnes longues (1 370 tonnes (t)) à charge normale et 1 883 tonnes longues (1 913 t) à charge pleine. Il avait une longueur hors-tout de 98,5 m, une largeur de 10,1 m et un tirant d'eau de 3,8 m. Il était propulsé par deux turbines à vapeur à engrenages Parsons, entraînant deux arbres, qui développaient une puissance totale de 34 000 chevaux-vapeur (25 000 kW) et donnaient une vitesse maximale de 36 nœuds (67 km/h). La vapeur pour les turbines était fournie par trois chaudières à trois tambours Admiralty. Le Havelock transportait un maximum de 470 tonnes longues (480 t) de fuel, ce qui lui donnait une autonomie de 5 530 milles nautiques (10 240 km) à 15 nœuds (28 km/h). Son effectif était de 145 officiers et hommes en temps de paix, mais il était porté à 152 en temps de guerre.
Le navire était équipé de quatre canons Mark IX de 4,7 pouces (120 mm) de calibre 45  montés sur des supports simples, désignés "A", "B", "X" et "Y" de l'avant à l'arrière, mais le canon "Y" a été retiré pour compenser les charges de profondeur supplémentaires ajoutées. Pour la défense anti-aérienne (AA), le Havelock avait deux supports quadruples Mark I pour la mitrailleuse Vickers Mark III de 0,5 pouce. Il était équipé de deux supports quadruples de tubes lance-torpilles au-dessus de l'eau pour des torpilles de 21 pouces (533 mm). Un rail de grenades sous-marines et deux lanceurs étaient installés ; 20 grenades sous-marines étaient initialement transportées, mais ce nombre a été porté à trois jeux de rails et huit lanceurs pendant l'armement. La charge de grenades sous-marines du navire est également passée de 20 à 110,.

### Modifications en temps de guerre
Le Havelock a été équipé d'un radiogoniomètre HF/DF avant l'achèvement des travaux et ses tubes lance-torpilles arrière ont été remplacés par un canon antiaérien de 12 livres en octobre 1940.L'armement anti-aérien à courte portée du navire a ensuite été renforcé par deux canons Oerlikon de 20 mm sur les ailes du pont du navire et les supports de mitrailleuses de calibre 50 ont été remplacés par une paire d'Oerlikon. Il n'est pas certain que la tour de contrôle du navire ait été installée avant qu'un radar d'indication de cible de type 271 soit installé au-dessus de la passerelle. À un moment donné, le navire a été transformé en destroyer d'escorte. Le canon "A" a été remplacé par un mortier anti-sous-marin Hedgehog et le canon de 12 livres à grand angle a été remplacé par un logement supplémentaire pour les grenades sous-marines. Un radar de recherche de surface à courte portée de type 286 a été installé et l'installation HF/DF a été déplacée vers le mât principal.

## Historique
Le Jutahy a été commandé par le Brésil le 8 décembre 1937 au chantier naval J. Samuel White, Cowes sur l'île de Wight. Le navire a été mis sur cale le 30 mars 1938 et a été acheté par les Britanniques le 5 septembre 1939 après le début de la Seconde Guerre mondiale et rebaptisé HMS Havelock. Il a été lancé le 16 octobre et mis en service le 10 février 1940. Après sa mise en service, le navire est affecté à la 9e flottille de destroyers du Western Approaches Command. Le Havelock est détaché à la Home Fleet pendant la campagne de Norvège et soutient les débarquements alliés les 12 et 13 mai à Bjerkvik pendant la bataille de Narvik. Au début de cette bataille, il a monté une batterie de mortiers français sur son gaillard avant. Il a continué à fournir un appui-feu pendant la bataille pendant le reste du mois. Pendant les nuits du 30 et 31 mai, le navire a aidé à évacuer les troupes de Bodø vers Harstad et Borkenes en attendant une nouvelle évacuation. Le Havelock était l'un des navires qui ont escorté les navires de transport de troupes évacuant les troupes de la région de Narvik les 7 et 8 juin. Il était commandé par le Capitaine E. Barry Stevens, décoré de la Distinguished Service Cross (DSC).
Plus tard en juin, le navire a rejoint la 9e Flottille de destroyers et a passé la majeure partie des deux années suivantes à escorter des convois. À la fin de 1940, la flottille est rebaptisée 9e groupe d'escorte. Le Havelock est attaché à la Force H à Gibraltar pour renforcer l'escorte pendant les opérations Tiger en mai 1941. Le navire est ensuite retourné au commandement des Approches Occidentales, l'Amiral James Somerville estimant que sa capacité anti-aérienne était trop faible pour les opérations en Méditerranée.
En mars 1942, le Havelock est devenu leader de flottille de l'équipe du groupe d'escorte B-5 de la Mid-Ocean Escort Force et a continué à escorter des convois dans l'Atlantique Nord jusqu'au début de 1944. Du 28 décembre au 14 janvier 1943, le groupe d'escorte défend le convoi TM-1, un groupe de neuf pétroliers naviguant de Trinidad à Gibraltar. Le convoi est attaqué par plusieurs "meutes de loups gris" (des groupes de combat d'U-Boote) en cours de route et perd sept de ses navires malgré les meilleurs efforts de son escorte. Le Havelock endommage l'U-436 avec des grenades sous-marines alors qu'il escorte ce convoi. Deux mois plus tard, le Havelock et ses consorts escortent le convoi SC-122 lors de la plus grande bataille de convois de la guerre. Au milieu de l'année 1943, le groupe d'escorte est déployé dans le golfe de Gascogne pour attaquer les U-Boote en coopération avec la Royal Air Force (RAF) lorsqu'ils quittent leurs bases de la côte atlantique française. Fin septembre - début octobre, le groupe escorte des navires transporte le groupe n° 247 de la RAF jusqu'aux Açores pour commencer à y installer des bases aériennes.
Au début de 1944, le Havelock est transféré au 14e groupe d'escorte qui a reçu la tâche de protéger les convois soutenant l'opération Overlord, l'invasion imminente de l'Europe de l'Ouest, dans les eaux côtières britanniques, sous la direction du capitaine Earl H. Thomas. Avec les destroyers Fame et Inconstant, le navire coule le U-767 le 18 juin. Il est remis en état à Liverpool de juillet à septembre et rejoint le groupe une fois terminé. Le Havelock bénéficie de nouvelles réparations en février-avril 1945, qui se terminent le 30 avril lorsque le navire, ainsi que son navire-jumeau (sister ship) Hesperus, attaquent l'épave de l'U-246 au nord-ouest de l'île d'Anglesey[réf. nécessaire] en pensant qu'il s'agit de l'U-242 repéré par un hydravion Short Sunderland plus tôt dans la journée,.
Deux semaines plus tard, le Havelock et le 14e groupe d'escorte escortent un groupe de U-Boote qui s'étaient rendus, du Loch Alsh à Lough Foyle. Le 27 mai, le navire, avec l' Hesperus, escorte le gouvernement norvégien en exil jusqu'à Oslo, où il reste jusqu'au 1er juin. Plus tard ce même mois, il sert de cible pour les avions à l'entraînement, un rôle qui a duré l'année suivante. Sa démolition est approuvée le 18 février 1946 et il est placé dans la réserve de catégorie C le 2 août. Le Havelock est vendu le 31 octobre et mis à la ferraille à Inverkeithing.

### Source
- (en) Cet article est partiellement ou en totalité issu de l’article de Wikipédia en anglais intitulé « Havelock (H88) » (voir la liste des auteurs).